# Kirowgrad
Kirowgrad (ros. Кировград) – miasto w Rosji, w obwodzie swierdłowskim.
Osada Kałataj została założona na terenach dzisiejszego miasta w 1661 roku (według innych źródeł w 1663 lub 1675). W 1932 nadano jej prawa miejskie z jednoczesną zmianą nazwy na Kałata. Następnie w grudniu 1935 zmieniono nazwę na Kirowgrad, dla uczczenia Siergieja Kirowa.
W mieście końcowa stacja kolejowa – Jeżowaja na 9-kilometrowej odnodze linii kolejowej Jekaterynburg – Niżny Tagił. Liczba mieszkańców – 20,3 tys. (2015).
Znajduje się tu dyrekcja Wisimskiego Rezerwatu Biosfery.